# تایقونیر
تایقونیر (قزاقی: Тайқоңыр) یک شهرک در قزاقستان است که در استان ترکستان قرار دارد.